# Rebelião de Shimabara
A Rebelião de Shimabara (島原の乱, Shimabara no ran) foi uma revolta de camponeses japoneses, na sua maioria cristãos, com Ronins entre 1637 e 1638, durante o Período Edo. Foi uma das poucas revoltas ocorridas num período relativamente pacífico, o xogunato Tokugawa.
Os impostos foram drasticamente aumentados, quando o clã de Matsukura estava para iniciar a construção de um novo castelo em Shimabara. Essa atitude provocou a ira dos camponeses locais e dos samurais. Além disso, a perseguição religiosa contra os cristãos locais aumentou o descontentamento, que se transformou em revolta aberta em 1637. O xogunato Tokugawa enviou uma força de mais de 125 000 homens para reprimir os cerca de 27 mil camponeses, e depois de um cerco prolongado contra os rebeldes no Castelo Hara, o xogunato obteve a vitória.
O líder da rebelião, Amakusa Shiro, foi decapitado e a perseguição ao cristianismo tornou-se rigorosamente severa. A política de isolamento do Japão foi reforçada, e a perseguição formal aos cristãos continuou até a década de 1850.

## Antecedentes
Em meados da década de 1630, camponeses da península de Shimabara e das ilhas Amakusa, insatisfeitos com impostos excessivos e o sofrimento dos efeitos da fome, se revoltaram contra os seus senhores. Isso foi mais precisamente no território governado por Matsukura Katsuie e no Domínio de Karatsu, governado por Terazawa Katataka. Embora a rebelião seja considerada por alguns historiadores como uma revolta religiosa, esta não aborda as questões do descontentamento a partir da fome e impostos. Dentre as pessoas afetadas também incluem-se os pescadores, artesãos e comerciantes. A medida que a rebelião propagava, samurais sem mestre (ronins) que antes haviam servido famílias tais como Amakusa e Shiki que outrora viveram na área, também uniram-se ao movimento. Como tal, a imagem de uma revolta inteiramente "camponesa" também não é inteiramente correta.
Shimabara foi domínio da família Arima, que era cristã; como consequência, muitos habitantes locais foram também cristãos. Os Arimas foram substituídos em 1614 pelos Matsukuras. O novo senhor, Matsukura Shigemasa, tinha aspirações de progressão na hierarquia do xogunado, e assim ele esteve envolvido em vários projetos de construção, incluindo a construção e ampliação de Castelo Edo, bem como o planejamento da invasão de Luzon. Também construiu um novo castelo em Shimabara. Como resultado, ele colocou uma imensa e desproporcionada carga fiscal sobre o povo de seu novo domínio, ainda mais indignado por perseguições ao cristianismo.
Os habitantes das ilhas Amakusa, que tinham sido parte de Konishi Yukinaga, sofreram o mesmo tipo de repressão nas mãos da família.

## A rebelião

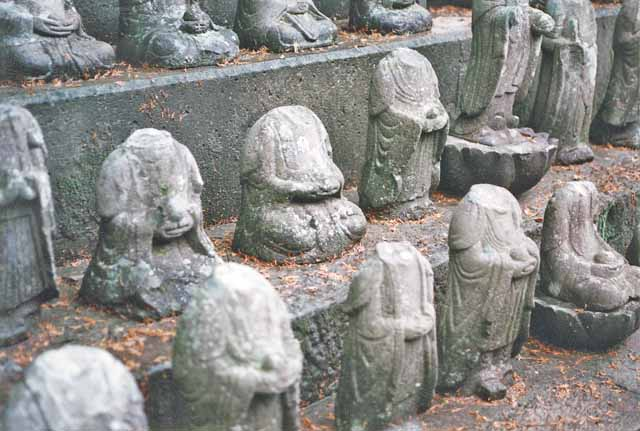
Estátuas budistas de Jizō, o bosatsu de misericórdia, decapitados pelos rebeldes cristãos.

Os descontentes e samurais, bem como os camponeses, começaram a se reunir em segredo para formar uma rebelião; esta eclodiu no outono de 1637, quando o daikan local (agente fiscal) Hayashi Hyōzaemon foi assassinado. Ao mesmo tempo, outros se rebelaram nas ilhas Amakusa. Os rebeldes aumentaram rapidamente suas forças, forçando todos na área a se juntarem à insurreição. Um carismático garoto de 14 anos, Amakusa Shirō, logo foi escolhido como o líder da rebelião.
Os rebeldes sitiaram o clã Terazawa e castelos Hondo e Tomioka, mas pouco antes dos castelos que estavam prestes a cair, os exércitos dos domínios vizinhos em Kyushu chegaram, e forçaram os rebeldes a recuar. Os rebeldes, em seguida, atravessaram o Mar Ariake e brevemente sitiaram o Castelo de Shimabara de Matsukura Katsuie, mas foram novamente repelidos. Neste ponto, eles se reuniram no local do Castelo Hara, que tinha sido o castelo do clã Arima antes de sua mudança para o domínio de Nobeoka. Eles construíram paliçadas utilizando a madeira dos barcos com que tinham atravessado a água, além de estarem fortemente armados pelas armas, munições e provisões que haviam saqueado a partir de armazéns do clã de Matsukura.
Depois da tomada do Castelo Hara, o cristianismo ganhou muito espaço entre os rebeldes. Livros descrevem que, em momentos de desespero, os camponeses se apoiavam na fé, levantando cruzes e bandeiras brancas. Para adquirir coragem, rezavam e gritavam os nomes de Jesus Cristo e da Virgem Maria. Em uma escavação arqueológica na fortaleza, iniciada em 1992 com o patrocínio da prefeitura de Nagasaki, foram encontradas imagens de bronze de Jesus, Maria e São Francisco Xavier, além de cruzes e rosários.

## Cerco do Castelo Hara

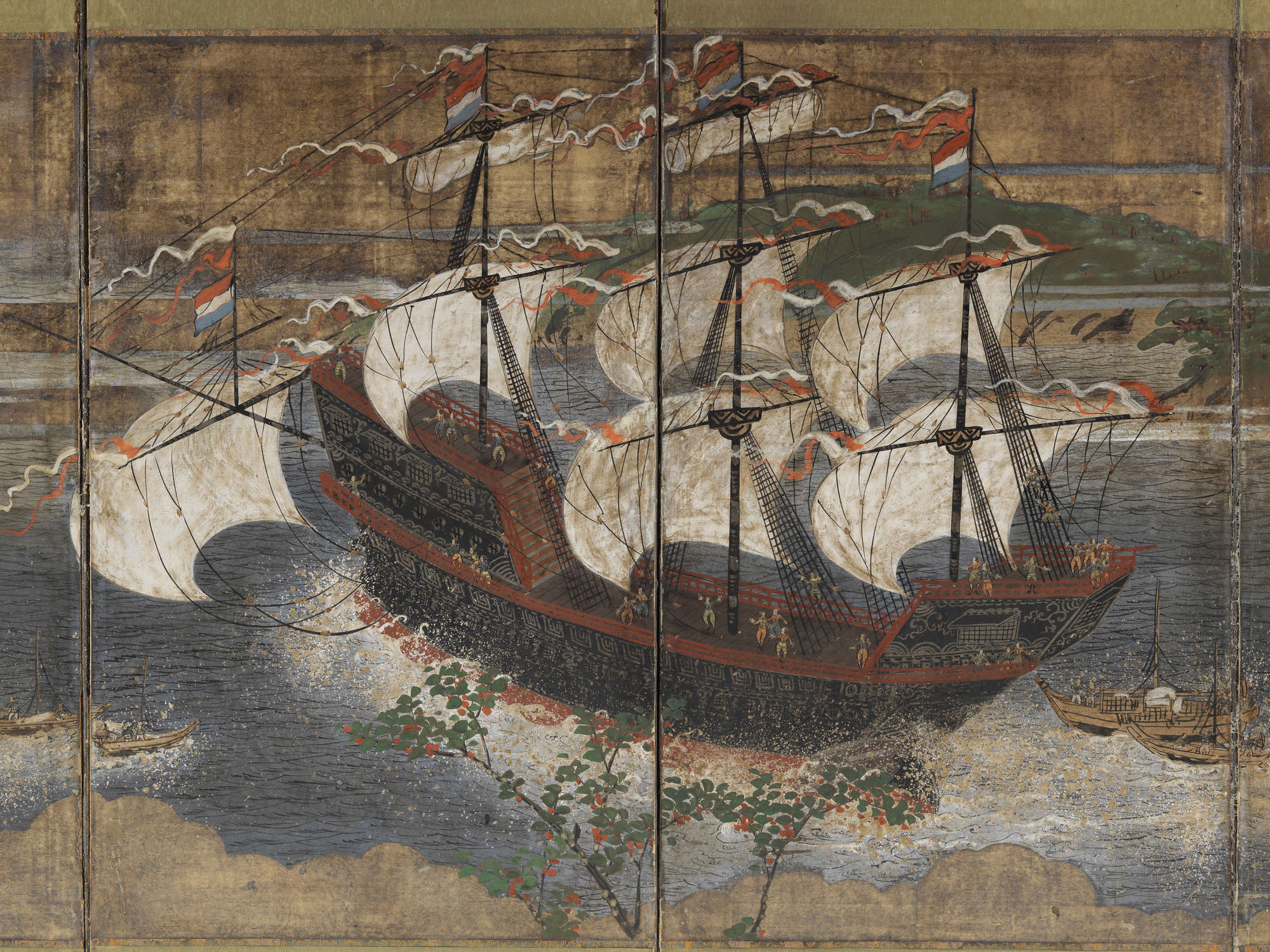
Nave 'De Ryp' alla ribellione di Shimabara

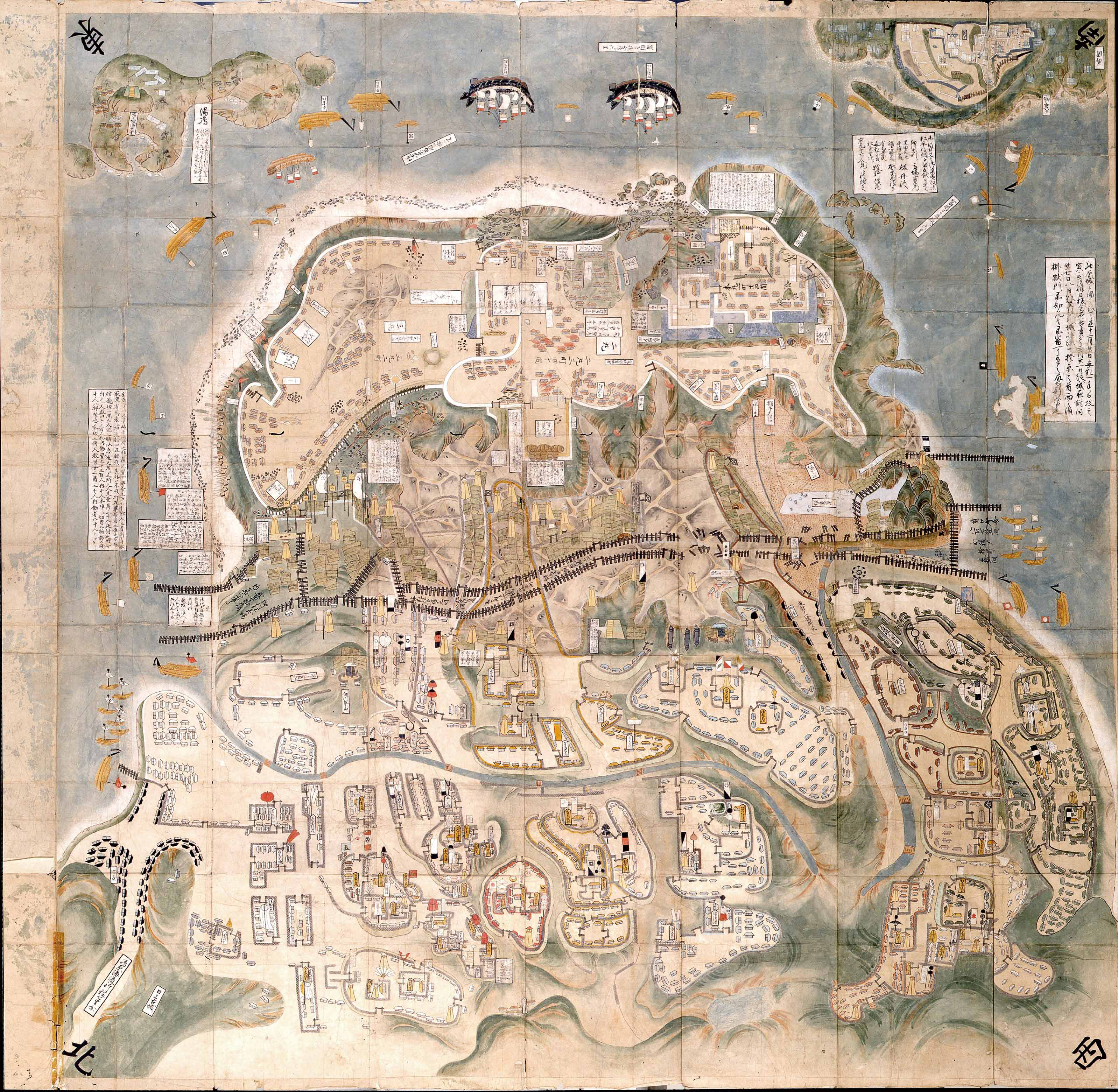
Mapa da batalha de Shimabara

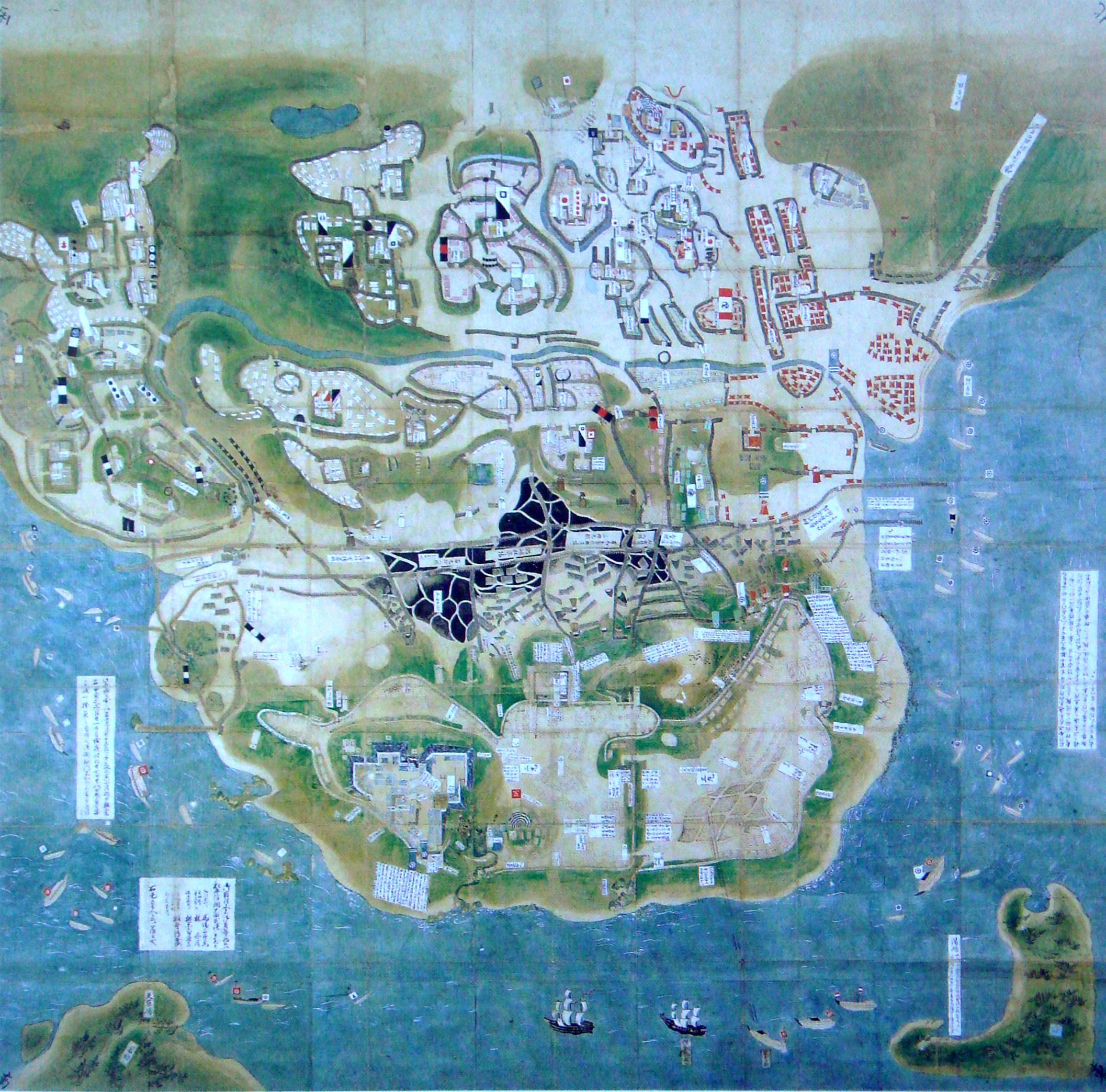
Mapa do cerco do Castelo Hara

Quando soube da ocupação do castelo abandonado, Terazawa Katataka, senhor feudal de Amakusa, enviou 3 mil guerreiros para a região. Apenas 200 voltaram vivos. Quando o xogum Iemitsu Tokugawa ficou sabendo do massacre dos homens de Katakata ficou impressionado com a resistência dos rebeldes e enviou uma tropa de 26 mil soldados comandados por Shigemasa Itakura. No primeiro ataque, 600 homens morreram e, na segunda tentativa, 5 mil homens de Itakura foram mortos, enquanto menos de 100 rebeldes ficaram feridos.
Em janeiro de 1638, as tropas do xogum tentaram invadir o castelo e foram duramente castigadas, a ponto do comandante Itakura ter sido morto em combate. Ele foi substituído por, Matsudaira Nobutsuma. Fontes indicam a participação de Miyamoto Musashi, em um papel de aconselhamento de Hosokawa Tadatoshi. Mas, historicamente, não há provas da participação dele na batalha.
A chegada de Nobutsuma a Hara foi importante para a mudança de estratégia. Ele fez um cerco em volta do castelo, para evitar que os rebeldes saíssem do forte em busca de comida, com o objetivo de fazer os rebeldes se rendessem. Passados alguns dias, ele jogou uma carta dentro do castelo que com a qual prometia perdoar aqueles que se entregassem, mas não adiantou.
As forças do xogunato pediram ajuda aos neerlandeses, que primeiro deram pólvora e canhões. Nicolaes Couckebacker, opperhoofd da feitoria pertercente aos Países Baixos em Hirado, providenciou a pólvora e canhões, e quando as forças do xogunato solicitaram que ele enviasse um navio, ele pessoalmente acompanhou o navio  de Ryp para uma posição próxima ao Castelo Hara. Os canhões enviados anteriormente foram montados em uma bateria em um barco de guerra, começando o ataque, tanto dos canhões da costa e também dos 20 canhões do de Ryp. Estas armas dispararam cerca de 426 projéteis em 15 dias, sem grande resultado, e dois vigias holandeses foram baleados pelos rebeldes.
E, em vez de forçar a rendição dos camponeses, a artilharia pesada parece ter dado matéria-prima para os rebeldes: arqueólogos encontraram 16 cruzes de metal no castelo, provavelmente feitas a partir da fundição dos projéteis.
O navio foi retirado a pedido dos japoneses, em seguida receberam as mensagens de desprezo enviadas pelos rebeldes para as tropas sitiantes:
| “ | Não existem soldados mais corajosos no reino para combater conosco, e não estão envergonhados de terem chamado ajuda de estrangeiros contra o nosso pequeno contingente? | ” |

Rebelião de Shimabara biombo de Saito Shuho

## Queda dos rebeldes
Em uma tentativa de tomar o castelo, Itakura Shigemasa foi morto. Logo chegaram mais tropas do xogunato sob o comando de Matsudaira Nobutsuna para substituir Itakura. Em abril de 1638, havia mais de 27 mil rebeldes enfrentando cerca de 125 000 soldados do xogunato. Um mês depois, um grupo de camponeses tentou um ataque noturno às tropas do governo, sendo que, 380 rebeldes morreram e alguns sobreviventes capturados revelaram que não havia mais comida ou pólvora dentro do castelo.
Em 12 de abril de 1638, as tropas sob o comando do clã Kuroda do Domínio de Hizen invadiram a fortaleza e capturaram as defesas externas. Os cristãos lutaram desesperadamente. Além de espadas e lanças, utilizaram pedras, pedaços de madeira, utensílios de cozinha ou qualquer coisa que pudesse ser empunhada como arma ou atirada do canhão que eles possuíam.

## Forças presentes em Shimabara
A Rebelião de Shimabara foi o maior esforço militar desde o Cerco de Osaka onde o xogunato tinha de dirigir um exército aliado formado por tropas de vários domínios. O primeiro comandante geral, Itakura Shigemasa, tinha 800 homens sob seu comando direto; seu substituto, Matsudaira Nobutsuna, tinha 1 500. O vice-comandante Toda Ujikane tinha 2 500 de suas próprias tropas. 2 500 samurais do Domínio de Shimabara também estavam presentes. Boa parte do exército do xogunato foi formado a partir de domínios vizinhos de Shimabara. A maior parcela, totalizando mais de 35 000 homens, veio do Domínio de Saga, e estava sob comando de Nabeshima Katsushige. A segunda maior força incluía a dos domínios de Kumamoto e Fukuoka; 23 500 homens sob o comando de Hosokawa Tadatoshi e Kuroda Tadayuki respectivamente. Do Domínio de Kurume foram 8 300 homens subordinados a Arima Toyouji; do Domínio de Yamanaga 5 500 homens sob as ordens de Tachibana Muneshige; do Domínio de Karatsu, 7 570 homens estavam aos comandos de Terasawa Katataka; de Nobeoka, 3 300 estavam sob as ordens de Arima Naozumi; do Domínio de Kokura, 6 000 estavam sob as ordens de Ogasawara Tadazane e seu braço direito, Takada Matabei; provenientes do Domínio de Nakatsu, 2 500 homens estavam sob as ordens de Ogasawara Nagatsugu; de Bungo-Takada, 1 500 eram comandados por Matsudaira Shigenao, do Domínio de Kagoshima, 1 000 homens estavam as ordens de Yamada Arinaga. As únicas forças que não eram de Kyushu, além dos comandantes militares pessoais, foram os 5 600 homens do domínio de Fukuyama, sob o comando do Mizuno Katsunari, Katsutoshi, e Katsusada. Houve também um pequeno número de tropas de vários outros locais, um equivalente a 800 homens. No total, o exército do xogunato era composto por mais de 125 800 homens. Por outro lado, a quantidade de pessoas que compuseram as forças rebeldes não é conhecida com precisão. Estima-se que eram mais de 14 000 combatentes e que o número de não-combatentes abrigados no castelo durante o cerco eram mais de 13 000. Uma fonte estima que o tamanho total da força rebelde era algo entre 27 000 e 37 000, uma fração do tamanho das forças enviada pelo xogunato.

## Epílogo
Depois que o castelo caiu, as forças do xogunato decapitaram cerca de 37 000 rebeldes e simpatizantes. A cabeça decepada de Amakusa Shiro foi levado para Nagasaki para exibição pública, e todo o complexo do Castelo Hara foi totalmente queimado e enterrado junto com os corpos de todos os mortos.
Cristãos e estrangeiros passaram a ser os maiores inimigos do governo Tokugawa. Por exemplo, em Nagasaki, padres eram mortos em público e queimados vivos. Aproximadamente 80% dos cristãos da cidade foram executados e os outros foram presos ou escravizados. Prêmios em dinheiro eram oferecidos aos que denunciassem os religiosos clandestinos.
O xogunato suspeitou que católicos ocidentais tinham sido envolvidos na divulgação da rebelião e comerciantes portugueses foram expulsos do país. A política de isolamento nacional tornou-se mais rigorosa em 1639. Uma proibição já existente da religião cristã foi, então, aplicada rigorosamente, e o cristianismo no Japão sobreviveu apenas por meio dos Kakure Kirishitan.
Outra das ações que depois foi tomada pelo xogunato foi o perdão das contribuições de construção aos domínios que haviam apoiado militarmente. Matsukura Katsuie cometeu suicídio, e seu domínio foi dado a outro senhor, Koriki Tadafusa. O clã de Terazawa sobreviveu, mas desapareceu quase 10 anos depois, devido à falta de um Katataka como sucessor.
Na península de Shimabara, a maioria das cidades experimentaram uma grave perda de população, como resultado da rebelião. A fim de manter os campos de arroz e outras culturas, migrantes foram trazidos de outras áreas em todo o Japão para reassentar a terra. Todos os habitantes foram registrados em templos locais, cujos sacerdotes eram obrigados a atestar a filiação religiosa de seus membros.
Com a exceção de alguns levantes locais, a Rebelião de Shimabara foi o último confronto armado em larga escala no Japão até 1860.
Até hoje, em datas festivas, as perseguições aos cristãos são lembradas. Na semana do Festival Okunchi, celebrado entre os dias 7 e 9 de outubro em Nagasaki, os moradores da cidade abrem a porta de suas casas e exibem seus pertences no jardim. Trata-se de um antigo costume do século 17, quando eles eram obrigados a mostrar tudo o que possuíam para provar que não eram católicos.

## Leitura de apoio
- Morris, Ivan (1975). The nobility of failure: tragic heroes in the history of Japan. (New York: Holt, Rinehart and Winston).
- Sukeno Kentarō (1967). Shimabara no Ran. (Tokyo: Azuma Shuppan).
- Toda Toshio (1988). Amakusa, Shimabara no ran: Hosokawa-han shiryō ni yoru. (Tokyo: Shin Jinbutsu  Ōraisha).